# Babin zub
Der Babin zub (dt.: Großmutters Zahn, kyrillisch: Бабин зуб) ist ein Gipfel im Balkangebirge, in Südostserbien. Seine Höhe beträgt 1780 m, seine Form ist bizarr, denn der Gipfel steigt in Form eines Eckzahnes senkrecht in den Himmel (wonach er seinen Namen erhielt). Am Babin zub entsteht ein neues Skizentrum.